# Arthur Upton
Arthur Rowley Upton (Crondall, 5 ottobre 1861 – ...) è stato un pallanuotista belga. Partecipò alle Olimpiadi di Parigi 1900 nel Brussels Swimming and Water Polo Club, riuscendo a vincere la medaglia d'argento. Ciononostante la sua presenza in quei Giochi non è riconosciuta dal CIO.

## Carriera
Partecipò alle Olimpiadi di Parigi 1900 nel Brussels Swimming and Water Polo Club, rappresentante del Belgio nel torneo di pallanuoto. La squadra belga vinse prima 2-0 contro i francesi del Pupilles de Neptune de Lille#1, poi travolsero 5-1 un'altra squadra francese, le Libellule de Paris.